# Статуа Зевса у Олимпији
Статуа Зевса у Олимпији је једно од седам светских чуда, посвећена је богу Зевсу – врховном богу старих Грка у чију част су се одржавале Олимпијске игре, а налазила се на простору саме Олимпије по којој су игре и добиле назив. У време Олимпијских игара престајали су ратови, а атлете из Мале Азије, Сирије, Египта и Сицилије су долазили да прославе Олимпијаду и обожавају свог бога над боговима – Зевса. Статуа се налазила у самом граду Олимпији, на западној обали данашње Грчке, око 150 километара западно од Атине. 
Рачунање времена код старих Грка започиње 776. п. н. е. када се верује да је почело и одржавање Олимпијских игара. Огромни Зевсов храм конструисао је архитекта Либон и он је изграђен око 450. п. н. е. Услед растуће моћи античке Грчке, једноставни храм у дорском реду деловао је исувише обично, па су биле потребне крупне измене на њему. Решење је пронађено у изградњи огромне статуе. Атински скулптор Фидија добио је овај „свети“ задатак. Током наредних година, храм је привлачио посетиоце и вернике из целог света. У другом веку п. н. е. изграђена статуа је успешно реновирана, а у првом веку п. н. е. римски император Калигула покушао је да статуу пребаци у Рим. Покушај је пропао када су се грађевинске скеле које су подигли његови радници урушиле. Када су Олимпијске игре забрањене 391. г. н. е. по наредби цара Теодосија I као пагански обичај, наређено је и да се Зевсов храм затвори. Касније, Олимпију су задесили земљотреси, одрони и поплаве, а храм је оштећен и у пожару у петом веку н. е. Нешто пре тога, статуа је пребачена у царску палату у Константинопољу, где се налазила све док није уништена у великом пожару 462. г. н. е. На месту где је некада био стари храм данас нема ничег осим остатака камења, темеља грађевине и палих стубова.
Фидија је изградњу статуе започео око 440. године п. н. е. Неколико година раније, он је развио технику изградње огромних статуа од злата и слоноваче помоћу дрвеног рама на који су се постављали комади метала и слоноваче, а затим се скулптура прекривала златом. Ова техника се звала хризелфантија Фидијина радионица и данас постоји у Олимпији и идентична је по величини и налази се на истом месту као и у време када је постојао Зевсов храм. У њој је Фидија вајао комаде будуће статуе који би затим били склопљени у целину. Када је статуа завршена, једва да је могла да стане унутар храма. Страбо пише: "... Иако је храм сам по себи веома простран, скулптора су критиковали што није поштовао задате мере. Седећа статуа Зевса је била толико велика да је њена глава додиривала таваницу." По овом опису може се закључити да је импресивна величина статуе њу управо и чинила тако изванредном. Основа статуе била је 6,5 m широка и 1 метар висока. Висина саме статуе је била 13 m - као данашња четвороспратница. Статуа је била толико висока, да су посетиоци више описивали трон, него Зевса и његову скулптуру. Подножје трона било је украшено резбаријама Сфинге и фигурама Победе са крилима, скулптурама грчких богова Аполона, Артемиде и Ниобинине деце, као и митских бића. На Зевсовој глави налазио се венац од маслиновог шибља. У његовој левој руци налазио се скиптар са орлом на врху, а његова одећа је била украшена резбаријама животиња и љиљана.
Биле су направљене и копије ове статуе, укључујући и велики прототип у Сирену (Либија). Међутим, ниједна од њих није очувана до данашњих дана. Тако је ова статуа остала запамћена као најзапаженија творевина грчке скулпторске уметности.

## Историја
Статуу Зевса наручили су Елидијци, чувари Олимпијских игара, у другој половини петог века пре нове ере за њихов новоизграђени Зевсов храм. У жељи да надмаше своје атинске ривале, Елидијци су ангажовали вајара Фидију, који је претходно направио масивну статуу Атене Партенос у Партенону.
Статуа је заузимала половину ширине пролаза храма који је изграђен да би је сместио. Географ Страбон је рано у 1. веку пре нове ере приметио да је статуа одавала „утисак да кад би Зевс устао и стајао усправно, да би отворио кров храма.“ Зевс је била хризелефантинска скулптура, направљена од слоноваче и златних плоча на дрвеној потконструкцији. Није сачувана ниједна копија у мермеру или бронзи, иако постоје препознатљиве, али само приближне верзије на новчићима оближње Елиде и на римским кованицама и гравираним драгуљима.
Географ и путник Паусанија из 2. века нове ере оставио је детаљан опис: статуа је била крунисана извајаним венцем од маслиновог спреја и носила је позлаћену хаљину направљену од стакла и изрезбарену животињама и љиљанима. Његова десна рука држала је малу хризелефантину статуу крунисане Нике, богиње победе; лево је жезло уметнуто многим металима, које носи орла. Престо је имало одсликане фигуре и коване слике и било је украшено златом, драгим камењем, ебановином и слоновачом. Зевсове златне сандале почивале су на подножју украшеном рељефном амазономахијом. Пролаз испод престола био је ограничен осликаним параванима.
Паусанија такође прича да је статуа била стално премазивана маслиновим уљем да би се супротставило штетном утицају на слоновачу изазваном „мочварношћу“ гаја Алтис. Под испред слике био је поплочан црним плочицама и окружен уздигнутим рубом од мермера који је садржао уље. Овај резервоар је деловао као рефлектујући базен који је удвостручивао привидну висину статуе.
Према римском историчару Ливију, римски војсковођа Емил Паул (победник над Македонијом) је видео статуу и „био се ганут у својој души, као да је видео бога лично“, док је грчки беседник из 1. века Дио Златоуст изјавио да ће један поглед на статуу учинити да човек заборави све своје земаљске невоље.
, Санкт Петербург) ]]
Према легенди, када су Фидију упитали шта га је инспирисало — да ли се попео на планину Олимп да види Зевса, или је Зевс сишао са Олимпа да би Фидија могао да га види — уметник је одговорио да је Зевса приказао према првој књизи, стихови 528–530 Хомерове Илијаде.
Скулптор је такође словио да је овековечио Пантаркеса, победника у рвању за дечаке на осамдесет шестој олимпијади за кога се говорило да му је био „вољени“ (eromenos), тако што је урезао Pantarkes kalos („Пантаркес је леп“) на Зевсов мали прст, и постављањем рељефа дечака који се крунише код ногу статуе.
Према Паусанији, „када је слика била сасвим готова, Фидија се молио богу да знаком покаже да ли му је дело по вољи. Одмах је, каже легенда, пао гром на онај део пода где све до данас почива бронзани врч да покрије то место.“

## Губитак и уништење
Према римском историчару Светонију, римски цар Калигула је наредио да се „статуе богова, које су биле посебно познате по својој светости или уметничким заслугама, укључујући и Јупитерову у Олимпији, донесу из Грчке, како би им се уклониле главе и на њихово место поставила његова.“ Цар је убијен пре него што се то могло догодити, 41. године; његову смрт је наводно прорекао кип, који је „изненада изазвао толики смех да су се скеле срушиле и радници су побегли“.
Алтернативно, статуа је страдала заједно са храмом, који је тешко оштећен у пожару 425. године нове ере. Али ранији губитак или оштећење имплицира Лукијан из Самосате у каснијем 2. веку, који је то поменуо у Тимону: „Положили су руке на вашу личност у Олимпији, мој господару Високогромовниче, а ви нисте имали енергије да пробудите псе или позовите комшије; сигурно су могли да притекну у помоћ и да ухвате момке пре него што су завршили са паковањем плена.”

## Фидијева радионица
Приближан датум статуе (трећа четвртина 5. века пре нове ере) потврђен је у поновном открићу (1954–1958) Фидијине радионице, отприлике тамо где је Паусанија рекао да је изграђена статуа Зевса. Археолошки налази укључивали су оруђе за обраду злата и слоноваче, комаде слоноваче, драго камење и калупе од теракоте. Већина ових последњих је коришћена за прављење стаклених плоча и за формирање огртача статуе од стаклених листова, натуралистички драпираних и пресавијених, а затим позлаћених. На том месту је пронађена шоља са натписом „ΦΕΙΔΙΟΥ ΕΙΜΙ“ или „Ја припадам Фидији“. Међутим, нашироко се сматра да је натпис фалсификат.